# Motor de seis cilindros en línea

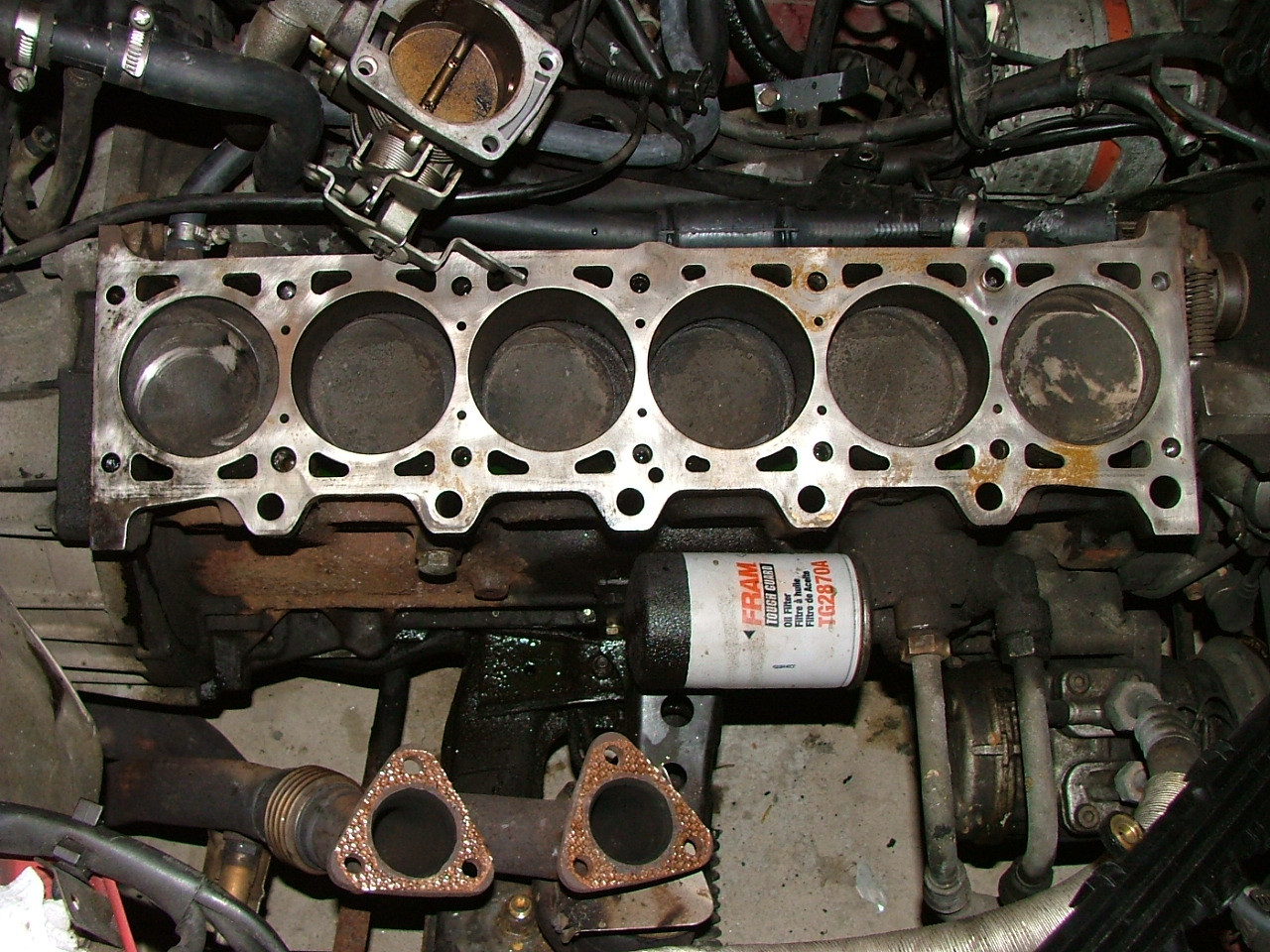
Bloque del motor M20B25 de BMW con los cabezales retirados y mostrando los cilindros

Se denomina motor de seis cilindros en línea  a una configuración de motores de combustión interna en la que los seis cilindros y pistones están dispuestos en una sola fila en posición vertical, ya sea inclinada o incluso parcialmente inclinada o en posición horizontal. Es el diseño de motor más simple que tiene un equilibrio del motor, tanto primario como secundario, lo que resulta en muchas menos vibraciones que los motores con menos cilindros. Este tiene mejor trabajo que los que tienen menos cilindros.
Los motores de seis cilindros de ciclo Otto, en general, son de una cilindrada de 2,5 a 4 L (153 a 244 pulgadas cúbicas), mientras que los motores diésel por lo general son de más de 4 L (244 pulgadas cúbicas) y pudiendo alcanzar hasta los 16 L (976 pulgadas cúbicas) en camiones. En barcos pueden alcanzar una cilindrada de más de 1000 L (61 024 pulgadas cúbicas). Una variante desarrollada en el siglo XXI fue el motor de cinco cilindros en línea de 2,5 L (153 pulgadas cúbicas) que, en este caso, tiene una distribución y desempeño equivalente a un motor 2 L (122 pulgadas cúbicas) de seis cilindros en línea.[cita requerida]

## Rango de cilindradas

Seis en línea con orden de explosión 1-5-3-6-2-4

En automóviles, este diseño se utiliza para cilindradas que van desde aproximadamente 2 a 5 L (122 a 305 pulgadas cúbicas). También se utiliza para motores más pequeños, pero estos tienden para ser bastante costosos a fabricar en relación con la potencia entregada. Dado que la longitud de un motor es aproximadamente proporcional al número de cilindros en un banco, la disposición en línea es necesariamente más larga que las disposiciones alternativas, tales como: motor de cuatro cilindros en línea, motor V4, motor V6 o motor V8.
Uno de los motores de seis en línea más pequeños de producción se encontraba en la motocicleta Benelli 750, con una cilindrada de 747,7 cm³ (46 pulgadas cúbicas). Honda y Mike Hailwood compitieron en los años 1960 con el motor de motocicleta de seis cilindros de 24 válvulas, de 250 cm³ (15 pulgadas cúbicas)RC166. Los motores anteriores a la Segunda Guerra Mundial eran bastante grandes según los estándares modernos, como el motor de 7,4 L (452 pulgadas cúbicas) de Rolls-Royce Silver Ghost y la unidad de 13,5 L (824 pulgadas cúbicas) de los años 1910 Peerless Motor Car Company, Pierce-Arrow y Fageol.
El motor de seis cilindros en línea más grande en producción incluye la versión de 282 pulgadas cúbicas (4,6 L) de American Motors Corporation (AMC). Un motor de 258 pulgadas cúbicas (4,2 L) se encuentra en varios modelos de Jaguar Cars; así como los Speed Six de 3996 cm³ (4 L; 243,9 plg³) de TVR, Ford Barra de 3984 cm³ (4 L; 243,1 plg³), Chevrolet de 250 pulgadas cúbicas (4,1 L), Chevrolet Vortec 4200, Chrysler Hemi Six de 264 pulgadas cúbicas (4,3 L), Toyota Land Cruiser 4164 cm³ (4,2 L; 254,1 plg³) diésel y 4230 cm³ (4,2 L; 258,1 plg³) de gasolina, 4.5 y 4.8 Nissan, 4.8 Chevrolet, 4.9 Ford, y 5.0 L del Hudson H-145 (producido hasta 1957). A partir de 2009, el motor Cummins serie B usado en las camionetas Dodge Ram Pickup, con su cilindrada de 6690 cm³ (6,7 L; 408,2 plg³) es el mayor en producción utilizado en vehículos livianos.
Los Gipsy Six y Gipsy Queen, fabricados por De Havilland Aircraft Company desde 1935 hasta 1950, eran motores de seis cilindros invertidos con una cilindrada de alrededor de 560 pulgadas cúbicas (9,2 L). Fueron utilizados en una gran variedad de aviones, incluyendo el De Havilland DH.89 Dragon Rapide y el helicóptero experimental Cierva C.9. Los motores estándar de la Primera Guerra Mundial utilizados por los aviones de la Luftstreitkräfte del Imperio alemán eran de cilindradas todavía mayores, con la familia Mercedes D.III, de doble encendido con refrigeración líquida, distribución de válvulas SOHC con una cilindrada de 903 pulgadas cúbicas (14,8 L).
Debido a que es una configuración totalmente equilibrada, los motores de seis cilindros en línea pueden ser escalados hasta tamaños muy grandes para su uso en camiones pesados, vehículos industriales y como motores marinos, como el motor Diésel Volvo de 980 pulgadas cúbicas (16,1 L) y el Cummins ISX de 14,9 L (909 pulgadas cúbicas) utilizado en vehículos pesados. Los más grandes se utilizan para alimentar a los buques, que utilizan fueloil como combustible. La configuración de seis cilindros en línea se puede ver como un componente modular escalable de motores más grandes, como por ejemplo: el motor V12, el flat-12 y el motor W16.[cita requerida]

## Usos
En automóviles, históricamente los motores de seis cilindros en línea han sido más comunes que los motores V6, ya que la longitud del motor no tenía inconvenientes en los coches de tracción trasera. Actualmente su uso está disminuyendo, ya que son mucho más largos que el V6, lo que dificulta su uso en vehículos equipados con tracción delantera con motor transversal.
En los vehículos de tracción trasera, por ejemplo, como en los BMW, existe una amplia gama de motores de 6 cilindros: en las series 25, 30 o 35 diésel o gasolina rango de 3 o 5.
En camiones se utilizan ampliamente en la mayoría con más de 4 L (244 pulgadas cúbicas) de cilindrada, ya que en estos el motor está dispuesto longitudinalmente y la tracción es trasera.[cita requerida]